# اقوام افغانستان
افغانستان کشوری با جامعهٔ چندملیتی و قبیله‌ای است. جمعیت این کشور متشکل از گروه‌های قومی، زبانی متعدد از جمله: پشتون، تاجیک، هزاره، ازبک، ایماق، ترکمن، بلوچ، پشه‌ای، نورستانی، گوجر، عرب، براهویی، قزلباش، پامیری، قرقیز، سادات، مغول، سیک و غیره است. سرود ملی و قانون اساسی پیشین افغانستان به این چهارده قوم اشاره کرده است.
هویت قبیله‌ای در بین اقوام افغانستان و تمامی مردم این کشور از اهمیت زیادی برخوردار بوده است.

## واژه افغان
واژه یا اصطلاح «افغان» به‌طور تاریخی مترادف با قوم «پشتون» است، اما بر بنیاد قانون اساسی جمهوری اسلامی افغانستان این اصطلاح به تمام شهروندان افغانستان اطلاق می‌شود. در عرف بین‌المللی نیز منظور از کلمه «افغان»، «کل مردم افغانستان» است، نه قوم «پشتون». از همین رو، هر تبعه افغانستان به صفت افغان شناخته می‌شود.
مفهوم افغان در چند دههٔ گذشته چالش‌های فراوانی را در مسیر دولت، ملت سازی در افغانستان قرار داده‌است. و به اعتقاد برخی‌ها یکی از دلایل عمده منازعات افغانستان است.

## پشتون‌ها

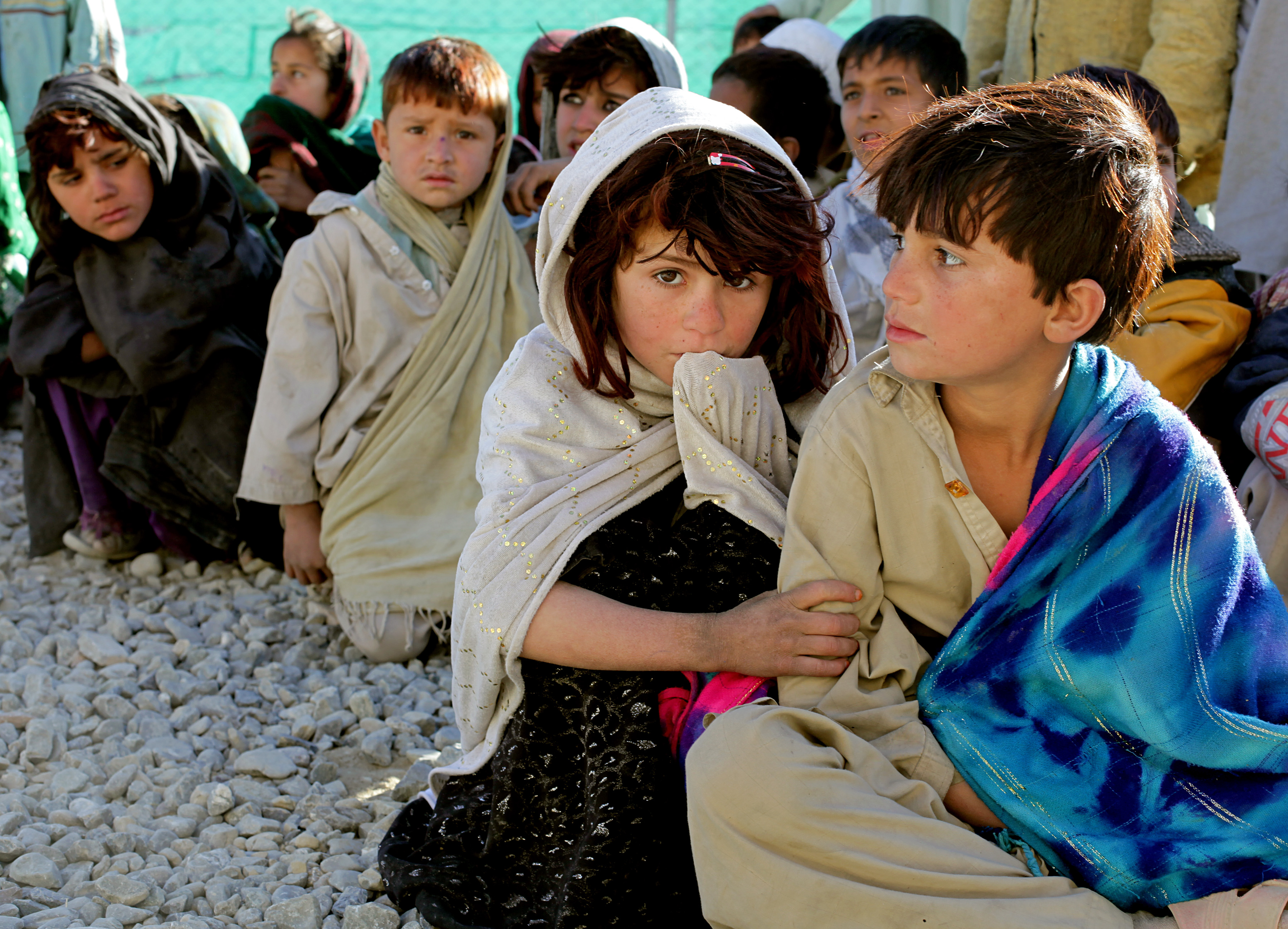
کودکان پشتون در ولایت خوست

پشتون‌ها یکی از گروه‌های قومی بزرگ را در افغانستان تشکیل می‌دهند. آن‌ها در نواحی شرقی و جنوبی افغانستان هم‌مرز با پاکستان جایی که یکی از گروه قومی این کشور را تشکیل می‌دهند متمرکز شده‌اند. همچنین گروه‌های کوچکی از پشتون‌ها در شرق ایران در نواحی هم‌مرز با افغانستان بر اساس برآوردها ۳۸٪ تا ۴۲٪ درصد باشندگان افغانستان را پشتون‌ها تشکیل می‌دهند

## تاجیک‌ها

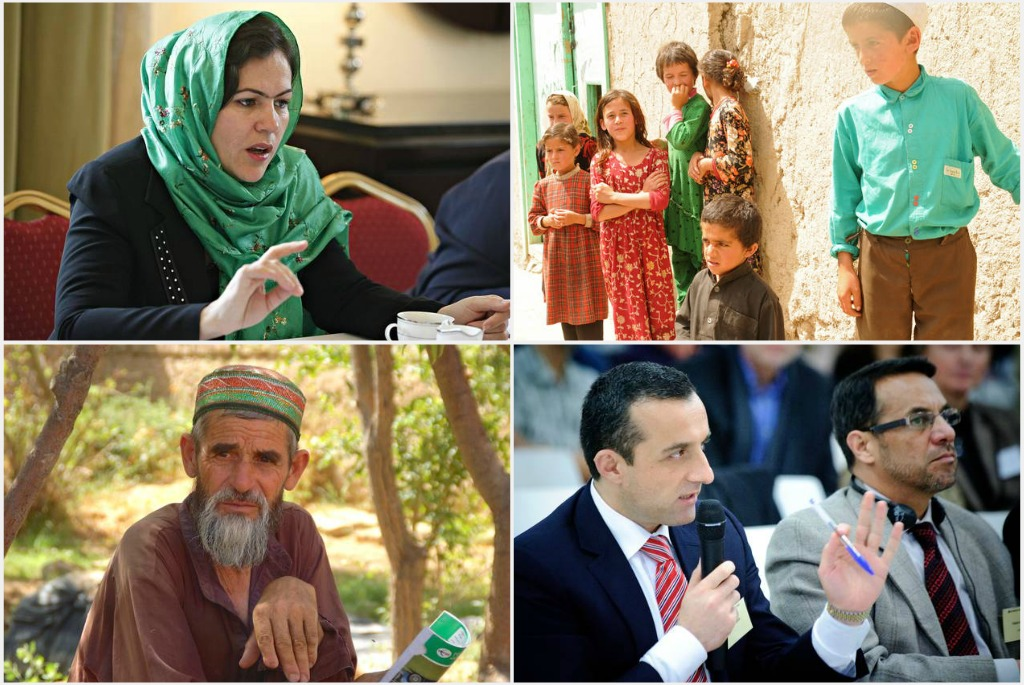
تاجیک‌های افغانستان

تاجیک‌ها فارسی‌زبان و زیرگروه‌های آنان شامل فارسیوان‌ها نزدیک‌ترین گروه قومی به فارسی‌زبانان ایران هستند با این تفاوت که تاجیک‌ها عمدتاً سنی‌مذهب و فارسی‌زبانان ایران عمدتاً شیعه‌مذهب هستند. جمعیت تاجیک‌ها در افغانستان ۳۰٫۳٪ از کل جمعیت مطابق با ۱۲٫۴ میلیون نفر تخمین زده می‌شود.
تاجیک‌ها بزرگ‌ترین گروه قومی در کشور تاجیکستان در همسایگی افغانستان هستند. بیشتر تاجیک‌ها در مناطق شمال‌شرقی، شمالی و غربی و در شهرهای بزرگ زندگی و کار می‌کنند و پیشه‌هایی در بخش‌های دولتی دارند. طبق گزارش سازمان آمار بهداشت جهانی اکثریت باشندگان ولایات بلخ، کاپیسا، هرات، فراه، بدخشان، پنجشیر، بغلان، سمنگان، کابل، تخار، تاجیک‌تبار هستند.

## هزاره‌ها

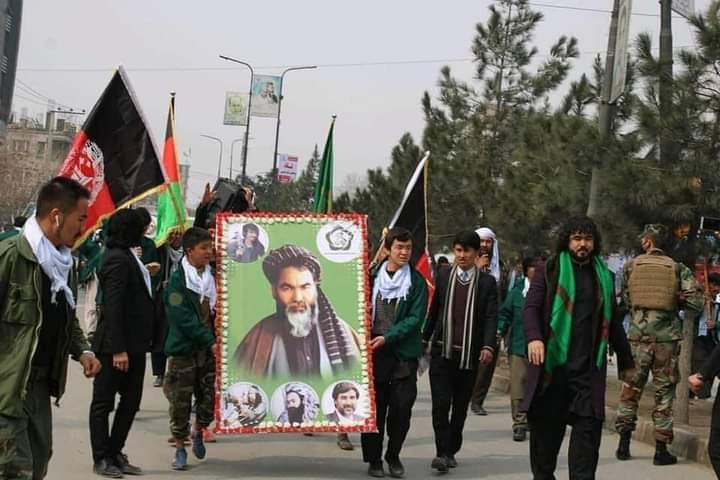
هزاره‌های افغانستان

هزاره‌ها یکی از اقوام بومی و بزرگ افغانستان هستند که در تمام مناطق افغانستان، بیشتر در مرکز افغانستان موسوم به هزارستان (هزاره‌جات) زندگی می‌کنند. هزاره‌ها به زبان فارسی با گویش‌های هزارگی و دری صحبت می‌کنند. به‌دلیل تبعیض سیستماتیک علیه مردم هزاره، مثلاً جمعیت هزاره‌ها در خیلی از ولسوالی‌ها (شهرستان‌ها) و ولایت‌های افغانستان به‌حساب نیامده‌است، مانند هزاره‌های هرات، بدخشان، بادغیس، هلمند، قندهار وغیره.

## ازبک‌ها

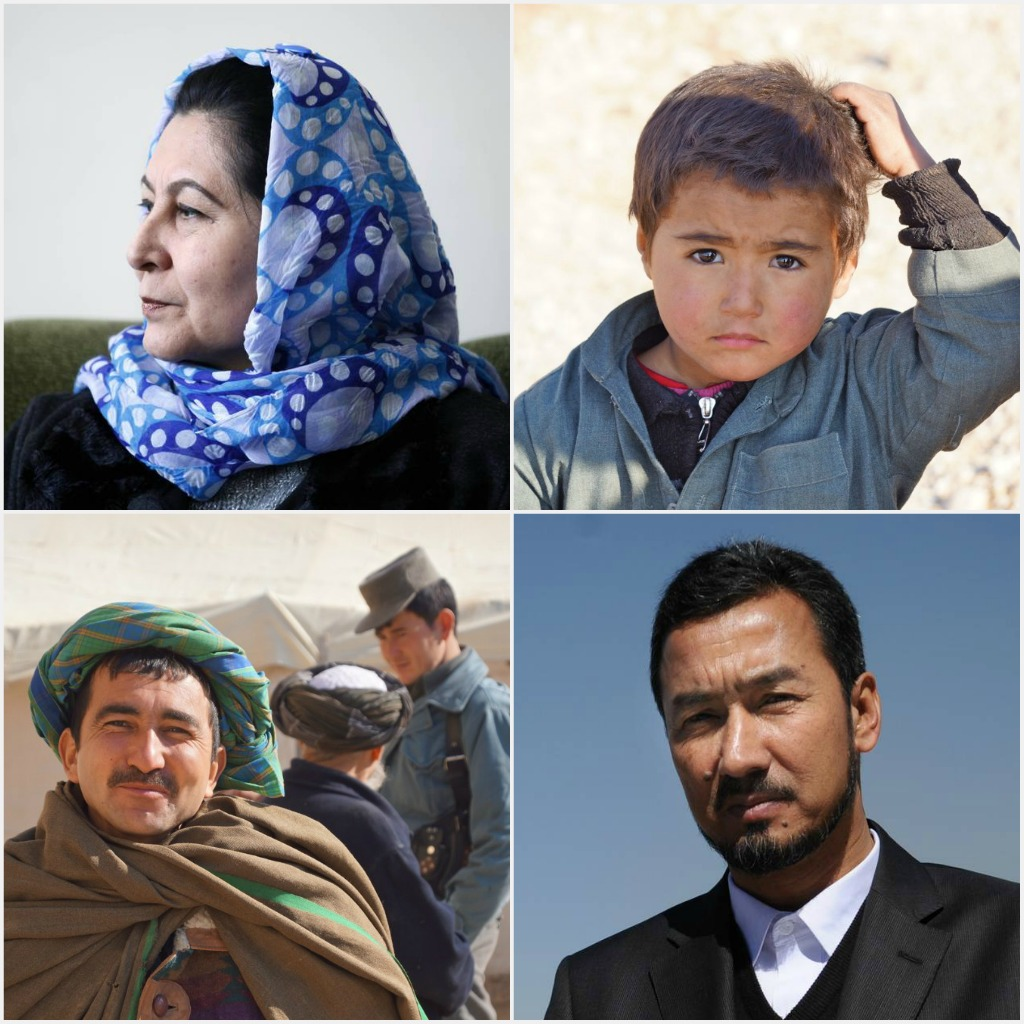
ازبک‌های افغانستان

ازبک‌ها یکی از اقوام ترک‌تبار افغانستان محسوب می‌شوند. ازبک‌های افغانستان به زبان ازبکی جنوبی به‌عنوان زبان نخست و فارسی به‌عنوان زبان دوم صحبت می‌کنند. جمعیت ازبک‌ها در سال ۱۹۹۶ حدود ۱٫۲ میلیون تن برآورد شد و در سال ۲۰۱۳ باور بر این بود که جمعیت‌شان حدود ۲٫۸ میلیون تن بوده‌است.

## ایماق‌ها
ایماق که به ترکی به معنی قبیله است نام یک گروه قومی نیست بلکه عده‌ای مردم هستند که زندگی نیمه عشایری دارند. ایماق‌ها از گروه‌های قومی هزاره، تاجیک و بلوچ در قرن‌های شانزده و هفده میلادی تشکیل یافته‌اند. آن‌ها بیشتر در مناطق غربی بادغیس، غور و هرات و نیز عده‌ای آنان در سایر مناطق افغانستان زندگی می‌کنند و به گویش‌های مختلف از زبان فارسی که هر کدام مربوط به قبیله‌های خاص می‌شوند، سخن می‌گویند. جمعیت آنان کمتر از نیم میلیون تن تا حدود ۸۰۰ هزار نفر در سال ۱۹۹۶ م. تخمین زده می‌شود. گروه‌هایی از ایماق‌ها در حدود ۱۲۰ هزار تن در شمال خراسان در کشور ایران نیز زندگی می‌کنند.

## ترکمن‌ها
ترکمن‌های افغانستان گروهی ترک‌زبان و سنی مذهب کوچکتری هستند که به زبان ترکمنی صحبت می‌کنند. ترکمن‌های افغانستان خلاف ازبک‌ها بیشتر زندگی عشایری دارند. جمعیت ترکمن‌ها در افغانستان حدود ۹۲۲ هزار تن برآورد می‌شود. ترکمن‌ها بیشتر در نواحی شمالی و شمال غربی در مجاورت مرز افغانستان با ترکمنستان زندگی می‌کنند.

## قزلباش‌ها
قزلباشان در اصل متشکل از طوایف مختلف هستند که در زمان فتح افغانستان توسط نادرشاه افشار در مناطق مختلف افغانستان که قسمت عمده آن‌ها در شهر کابل در منطقه‌ای بنام چنداول ساکن شدند و حتی کوچه‌های مختلف آن‌ها بنام مناطقی که از ایران نام‌گذاری شده (کوچه شیرازی‌ها، خوافی‌ها، شاهسون‌ها، قجرها، افشارها، لرها و …) و آن‌ها سال‌ها در حکومت افغانستان به عنوان وزیر و کاتب در دربار فعالیت داشتند. میرزا عبدالعلی خان وزیر دربار امیر شیر علی نمونه از این افراد بود که که اولین نشریه را در افغانستان به طبع رسانید که شمس النهار نام داشت.

## بلوچ‌ها

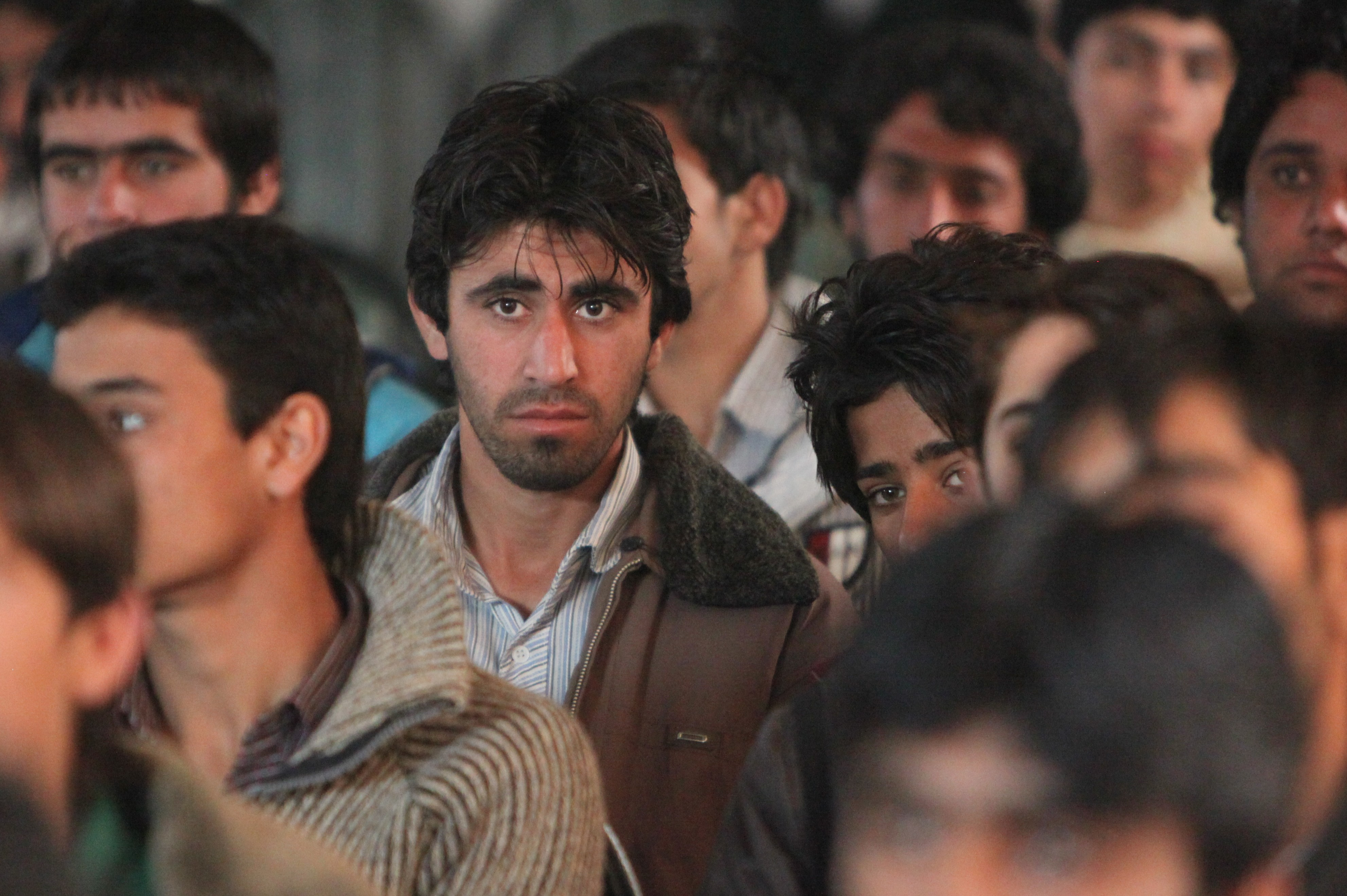
مردهای بلوچ در ولایت نیمروز، افغانستان

بلوچ‌ها مردمان سنی مذهبی هستند که به زبان بلوچی صحبت می‌کنند و بیشتر در نواحی جنوب غربی افغانستان در مجاورت با مناطق بلوچ‌نشین (بلوچستان) ایران و پاکستان زندگی می‌کنند. جمعیت بلوچ‌ها حدود هفتصد هزار نفر است.

## نورستانی‌ها

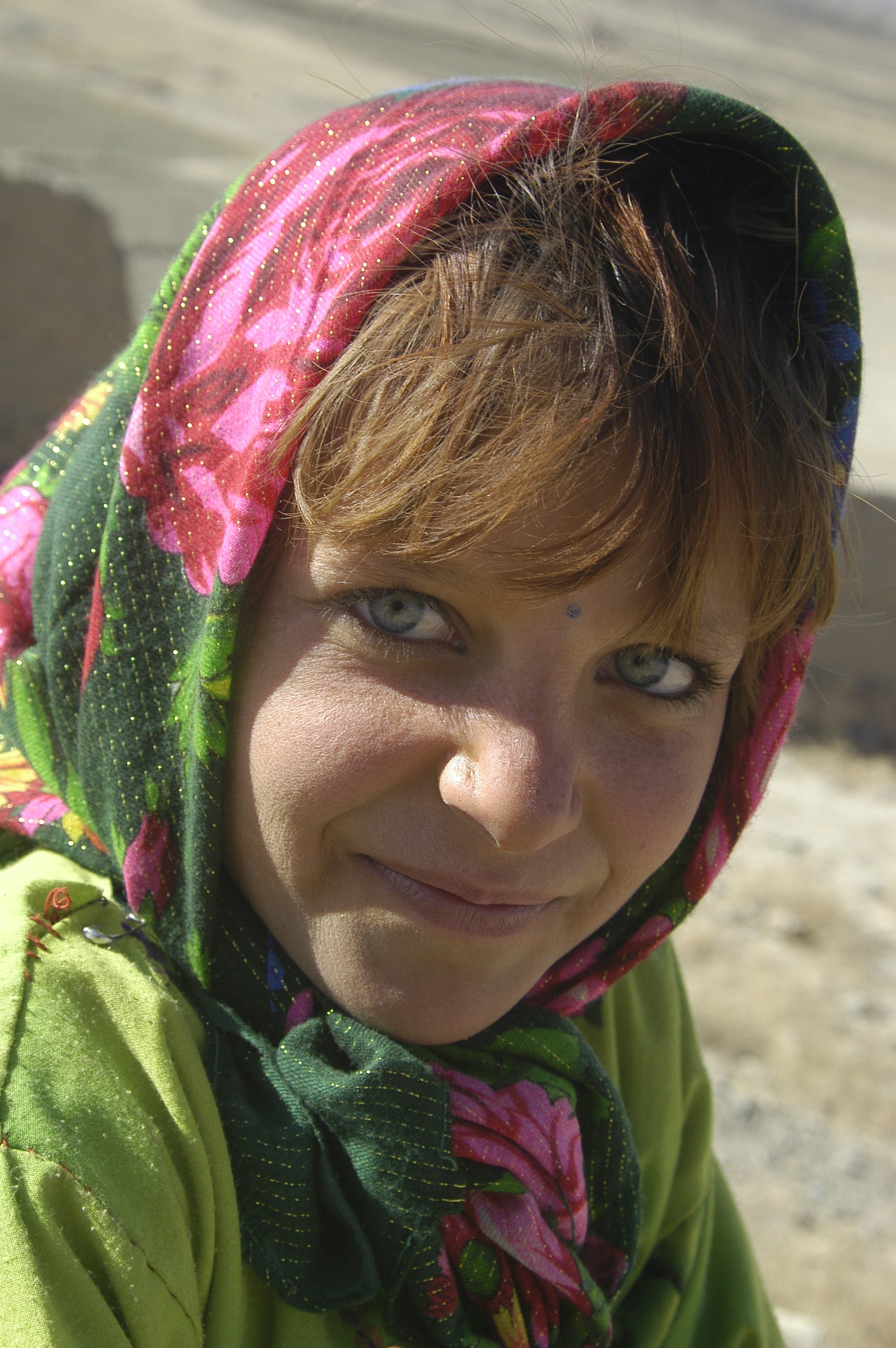
دختر نورستانی

نورستانی‌ها مردمانی از شاخهٔ مردم هندوآریایی هستند که در منطقه جدا در شمال شرق افغانستان در ولایت نورستان، و در آنسوی مرز در منطقه چیترال پاکستان زندگی می‌کنند و به زبان زبان نورستانی صحبت می‌کنند. بسیاری از نورستانی‌ها باور دارند آنان از بازماندگان نسل سربازان یونانی سپاه اسکندر هستند ولی شواهد ژنتیکی برای این فرضیه وجود ندارد بلکه آن‌ها بیشتر شبیه به گروهی از مهاجران اولیه آریایی منزوی شده هستند. از لحاظ ریخت‌شناسی، نورستانی‌ها از زیرشاخه‌های نژاد مدیترانه‌ای هستند که در یک سوم از آن‌ها ژن بلوند دیده می‌شود. آن‌ها که بیشتر سنی مذهب هستند در سال ۱۹۹۰ جمعیت‌شان حدود ۱۲۵٬۰۰۰ تن تخمین زده شد که اکنون بالغ بر ۳۰۰ هزار نفر برآورد می‌گردد.

## پشه‌ای

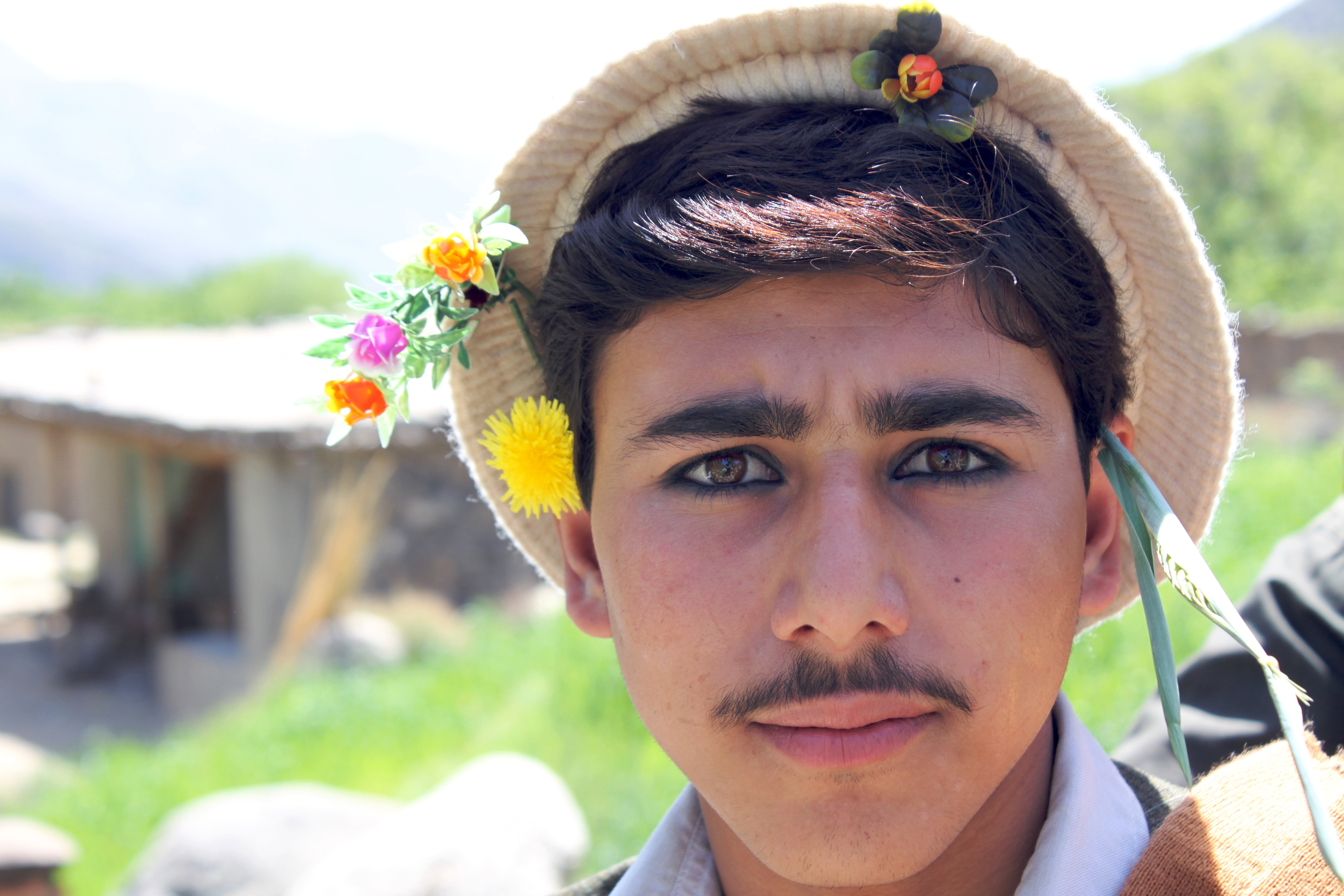
پسر پشه‌ای با کلاه گل‌دار

پشه‌ای‌های افغانستان یکی از اقوام باستانی افغانستان هستند. آنها اکثراً در دامنه‌های جنوب سلسله کوه‌های هندوکش ساکن هستند.
طی قرن‌ها زبان مردم پشه تحت تأثیر زبان‌های دولتی قرار گرفته بود. از مدت ۳۰ سال به این‌طرف دانشمندان پشه‌ای خواستند که زبان خودرا نه‌تنها حفظ بلکه گسترش دهند. ازآن تاریخ به بعد، کتاب‌ها و رسانه‌ها در مورد پشه‌ای‌ها نوشتند و برنامه‌های رادیوئی و تلویزیونی به زبان پشه‌ای دارند.

## پامیری
پامیری‌ها به زبان‌های پامیری صحبت می‌کنند و پیرو مذهب شیعه اسماعیلی اند. آنها در تاجیکستان بیشتر خود را تاجیک بدخشانی و در افغانستان و چین خود را تاجیک معرفی می‌کنند.

## سادات
در ۲۱ حوت/اسفند ۱۳۹۷ خورشیدی سرور دانش و رئیس‌جمهور افغانستان اشرف غنی در طی سخنرانی‌ای در قصر سلام‌خانه قوم سادات را به رسمیت شناختند، پیش از به رسمیت شناختن سادات، آن‌ها در میان اقوام افغانستان پراکنده بودند. آن‌ها در شهرهای مختلف افغانستان زندگی می‌کنند و به زبان‌های فارسی و پشتو صحبت می‌کنند. آن‌ها گویش‌های مختلفی دارند، ساداتی که در مرکز بلخ، در شمال قندوز و در شرق ننگرهار هستند سنی‌مذهب و ساداتی که در بامیان هستند شیعه‌مذهب هستند.

## دیگر گروه‌ها
گروه‌های قومی کوچکتر شامل نورستانی، قرقیز، پامیری، پشه‌ای، گوجر، براهویی، مغل، ارمور، سادات.

## جدول ترکیب قومی
افغانستان یک کشور چند ملیتی است که قومیت‌های مختلفی در آن بودوباش دارند و به زبان‌های متعددی تکلم می‌کنند. با توجه به اینکه هیچگاه سرشماری در مورد قومیت و زبان مردم افغانستان انجام نشده آمار دقیقی در این مورد وجود ندارد. یکی از برآوردهای تقریبی در مورد تعداد اعضای هر قوم اینچنین است:
| گروه قومی                                            | اطلاعات‌نامه جهان / کتابخانه کنگره آمریکا (۲۰۰۴–۲۰۱۶) | اطلاعات‌نامه جهان / کتابخانه کنگره آمریکا (تخمین پیش از ۲۰۰۴) |
| ---------------------------------------------------- | ---------------------------------------------------- | ------------------------------------------------------------ |
| پشتون                                                | ۴۲٪                                                  | ۳۸–۵۰٪                                                       |
| تاجیک                                                | ۲۷٪                                                  | ۲۵٫۳٪                                                        |
| هزاره                                                | ۹٪                                                   | ۱۲–۱۹٪                                                       |
| ازبک                                                 | ۹٪                                                   | ۶–۸٪                                                         |
| ایماق                                                | ۴٪                                                   | ۵۰۰٫۰۰۰ تا ۸۰۰٬۰۰۰ نفر                                       |
| ترکمن                                                | ۳٪                                                   | ۲٫۵٪                                                         |
| بلوچ                                                 | ۲٪                                                   | ۱۰۰٫۰۰۰ نفر                                                  |
| دیگر (پشه‌ای، نورستانی، براهویی، پامیری، گوجر و سایر) | ۴٪                                                   | ۶٫۹٪                                                         |

نمونه‌گیری زیر با هدف دانستن باور مردم افغانستان نسبت به جنگ سال ۲۰۰۱ با رهبری آمریکا و وضعیت کنونی سیاسی، و نیز مسائل اقتصادی و اجتماعی مؤثر بر زندگی روزانه خود گرفته شده‌است؛ که یکی در بین سال‌های ۲۰۰۶ تا ۲۰۱۰ توسط بنیاد آسیا و یکی هم بین سال‌های ۲۰۰۴ تا ۲۰۰۹ در طی تلاشی مرکب از رادیو و تلویزیون که توسط بی‌بی‌سی و ان‌بی‌سی نیوز و آزادی بود اجام گرفت.
آمار گرفته شده توسط بنیاد آسیا در سال ۲۰۰۶ از بین ۶٬۲۲۶ تن از مردم افغانستان به صورت تصادفی ۳۲ ولایت از ۳۴ ولایت افغانستان ولایت ارزگان (با ضریب ۱٫۱ درصد) و ولایت زابل (با نشاندهندهٔ ۱٫۲) به دلیل نگرانی‌های امنیتی از فهرست حذف شد. با ضریب خطای ۲٫۵ درصد گرفته شده‌است.
این آمار با عنوان‌های «افغانستان: جایی همه چیز ایستاده می‌شود» برای عنوان انگلیسی آن «Afghanistan: Where Things Stand» و «نظرسنجی مردم افغانستان» برای «A survey of the Afghan people» ارائه شده‌اند.
| گروه قومیتی                   | «افغانستان: جایی همه چیز ایستاده می‌شود» (۲۰۰۴–۲۰۰۹) | «نظرسنجی مردم افغانستان» (۲۰۰۶) | «نظرسنجی مردم افغانستان» (۲۰۰۷) | «نظرسنجی مردم افغانستان» (۲۰۱۰) | «نظرسنجی مردم افغانستان» (۲۰۱۴) | «نظرسنجی مردم افغانستان» (۲۰۱۸) |
| ----------------------------- | --------------------------------------------------- | ------------------------------- | ------------------------------- | ------------------------------- | ------------------------------- | ------------------------------- |
| پشتون                         | ۳۸–۴۶                                               | ۴۰٫۹٪                           | ۴۰٪                             | ۴۰٪                             | ۴۰٪                             | ۳۷٪                             |
| تاجیک                         | ۳۷–۳۹٪                                              | ۳۷٫۱٪                           | ۳۵٪                             | ۳۳٪                             | ۳۶٪                             | ۳۷٪                             |
| هزاره                         | ۶–۱۳٪                                               | ۹٫۲٪                            | ۱۰٪                             | ۱۱٪                             | ۱۰٪                             | ۱۰٪                             |
| ازبک                          | ۵–۷٪                                                | ۹٫۲٪                            | ۸٪                              | ۹٪                              | ۹٪                              | ۹٪                              |
| ایماق                         | ۰٪                                                  | ۰٫۱٪                            | ۱٪                              | ۱٪                              | ۱٪                              | ۱٪                              |
| ترکمن                         | ۱–۲٪                                                | ۱٫۷٪                            | ۳٪                              | ۲٪                              | ۲٪                              | ۲٪                              |
| بلوچ                          | ۱–۳٪                                                | ۰٫۵٪                            | ۱٪                              | ۱٪                              | ۱٪                              | ۱٪                              |
| دیگر (پشه‌ای، نورستانی و سایر) | ۰–۴٪                                                | ۱٫۴٪                            | ۲٪                              | ۳٪                              | ۵٪                              | ۵٪                              |
| بدون نظر                      | ۰–۲٪                                                | ۰٪                              | ۰٪                              | ۰٪                              | ۰٪                              | ۰٪                              |